# محمد الهاشمي الحامدي
محمد الهاشمي الحامدي هو سياسي وكاتب وإعلامي تونسي. هو مؤلف كتب "السيرة النبوية للقرية العالمية" و "رسالة التوحيد" و"رسالة الدولة العادلة في إطار المبادئ الإسلامية"، وهو مؤسس ورئيس قناة المستقلة الفضائية في لندن.  ورئيس تيار العريضة الشعبية للحرية والعدالة والتنمية، الذي تغير اسمه إلى  تيار المحبة في 22 ماي 2013. في 2018 استقال الهاشمي من رئاسة الحزب. الهاشمي الحامدي مقيم بالعاصمة البريطانية لندن منذ 1987ومعارض تونسي سابق. اتهمه خصومه بأنه مقرب من زين العابدين بن علي وحزب التجمع الدستوري المنحل. لكنه نفى ذلك نفيا قاطعا، مبرهنا على كلامه بأنه عاش طيلة فترة حكم بن علي في الخارج وفتح الباب لمعارضيه في برنامج المغرب الكبير بقناة المستقلة، البرلمان الشهير الذي وصفته جريدة ليبراسيون الفرنسية بأنه شاشة للحرية تأسر التونسيين . كان الهاشمي الحامدي أحد أعضاء حركة النهضة الإسلامية التونسية قبل أن يخرج منها بسبب خلافه مع زعيمها راشد الغنوشي ويتحول إلى سياسي مستقل.
بالإضافة لكونه سياسيًا، فهو أيضًا كاتب وإعلامي من مواليد سيدي بوزيد في تونس.، ومالك قناة المستقلة الفضائية التي انطلقت عام 1999. وقناة الديمقراطية التي انطلقت عام 2005. و بخلاف ما يروج عنه من خصومه بأنه رجل أعمال ومن أثرياء تونس فهذا ليس صحيحا على الإطلاق كما أكد ذلك هو بنفسه مرات عديدة، وكما أكدت صحيفة لوموند الفرنسية التي زارت مقر قناة المستقلة في لندن وكتبت بأنه مقر متواضع بإمكانيات متواضعة. وهو أحد المرشحين لمنصب الرئاسة في تونس بعد الثورة التونسية عام 2011 بصفته رئيسًا لتيار العريضة الشعبية للحرية والعدالة والتنمية. وكمؤسس لحزب المحافظين التقدميين الذي تتبع له العريضة الشعبية. حيث خسر بعد أن حقق تيار العريضة الشعبية الذي يترأسه المركز الثالث في انتخابات المجلس الوطني التأسيسي.
في 2011، وبعد الثورة التونسية، أعلن محمد الهاشمي الحامدي عن رغبته في الترشح لمنصب رئاسة تونس.
قدم ترشحه للانتخابات الرئاسية التونسية لسنة 2014 

## الخلفية
ولد الهاشمي الحامدي في سيدي بوزيد بتونس ونال شهادة الإجازة في اللغة والآداب العربيتان من كلية الآداب من جامعة تونس عام 1985 ودرجة الماجستير عام 1990 من جامعة لندن في التاريخ والآداب العربية والدراسات الإسلامية المعاصرة، ودرجة الدكتوراه من قسم دراسات الشرق الأوسط في كلية الدراسات الشرقية والأفريقية في جامعة لندن عام 1996. الهاشمي الحامدي عمل في صحيفة الشرق الأوسط السعودية كمحرر وكاتب لصفحة لقسم الدين التراث اليومية منذ العام 1988 حتى العام 1991 حين تركها للعمل في مجلة العالم الإيرانية. أسس صحيفة المستقلة التي كانت تصدر بشكل اسبوعي عام 1993، ومجلة الدبلوماسي الفصلية عام 1996 وقناة المستقلة عام 1999 وقناة الديمقراطية عام 2005.

## العمل بالسياسة

### الترشح للانتخابات الرئاسية في تونس
بعد نجاح الثورة التونسية أسس الحامدي تيار العريضة الشعبية للحرية والعدالة والتنمية وأعلن نيته الترشح رسميًا في مارس 2011 لانتخابات الرئاسة في تونس بصفته رئيسًا، ومؤسسا ل حزب المحافظين التقدميين. الذي تتبع له العريضة الشعبية.
وبعد أن حلت العريضة الشعبية في المركز الثالث بعد حركة النهضة الإسلامية وحزب المؤتمر من أجل الجمهورية بعد حصولها على 27 مقعدًا. أعلن كمال الجندوبي رئيس الهيئة العليا المستقلة للانتخابات عن إسقاط 6 من قوائمها واحدة منها من سيدي بوزيد مسقط رأس الحامدي بسبب مخالفات مالية. وردًا على هذا، أعلن الهاشمي الحامدي وفي اتصال له مع وكالة الصحافة الفرنسية (أ.ف.ب) أنه سيسحب العريضة من المجلس الوطني التأسيسي اعتراضا على القرار. وبعد أن أعلن عن إسقاط القوائم، خرجت مظاهرة مضادة لحركة النهضة في سيدي بوزيد تحتج على فوزها وعلى تصريحات الأمين العام لحركة النهضة حمادي الجبالي ضد العريضة. حيث قام المتظاهرون بإشعال النار في مكتب رئيس بلدية سيدي بوزيد ومقر بلدية سيدي بوزيد ومقر المعتمدية ومقر المحكمة وعدة محال تجارية ومقر حزب حركة النهضة الإسلامية وسيارة وقاموا برشق رجال أمن كانوا أمام مقر مديرية الأمن بالحجارة. كما قام المحتجون باقتحام مسكنا للفتيات تابعا لأحد مراكز التدريب المهني وقاموا بتخريب محتوياته. وهو ما أدى إلى قيام الشرطة باستخدام قنابل الغاز المسيل للدموع بشكل كثيف لتفريق المظاهرة. وكان الهاشمي الحامدي دعا لتلك المظاهرات بشكل غير مباشر عندما هدد في لقائه مع قناة المستقلة "أن أنصاره مستعدون للزحف على الجبالي"، "وبأن محافظة سيدي بوزيد التي كانت شرارة الثورة التونسية "قد تثور مرة أخرى على الحكومة المركزية". كما حذر من أن قيام فتنة أو قيام حركات مناهضة لحركة النهضة إذا كان حمادي الجبالي الأمين العام لحركة النهضة رئيسًا للوزراء. غير أن حركة النهضة أتهمت قوى الثورة المضادة وراء تلك المظاهرات. لأنها كانت تحاول تعكير جو الانتخابات. نتيجة لذلك، أعلنت الشرطة التونسية حظر للتجوال في سيدي بوزيد. لاحقًا قام الحامدي بتقديم طعون في قرارات الهيئة. وقد قامت المحكمة الإدارية بإعادة سبع مقاعد للعريضة وهذا ما جعلها الكتلة الثانية من حيث عدد المقاعد ب 26 مقعد بعد حركة النهضة، والكتلة الثالثة بعد حركة النهضة والمؤتمر من أجل الجمهورية من حيث عدد الأصوات. وقد وصفت العريضة من قبل العديد من وسائل الإعلام بعد فوزها بأنها مفاجأة الانتخابات التونسية.
في نهاية نوفمبر 2011، أعلن الهاشمي الحامدي عن تأسيس تحالف تونس الجميلة ليكون بديلا عن تيار العريضة الشعبية.
فقد الهاشمي الحامدي فرصة رئاسة تونس حين جرى انتخاب المنصف المرزوقي رئيسًا. كما لم يشارك حزبه العريضة الشعبية / تيار المحبة بالحكومة حيث انشق عدد كبير من نوابه عنه ليصبحوا مستقلين حيث أصبح الحزب ممثلًا ب7 نواب فقط عند نهاية أعمال المجلس.
في 4 فبراير، 2012، تم انتخاب الهاشمي الحامدي لمنصب الأمين العام لحزب المحافظين التقدميين التونسي.

### في انتخابات العام 2014
فقد تياره السياسي، تيار المحبة 24 مقعدًا من الانتخابات السابقة التي حققها في العام 2011 حين حقق مقعدين فقط في الانتخابات التشريعية التونسية 2014. كما فشل مرة أخرى في رئاسة تونس في الانتخابات الرئاسية التونسية 2014 حيث صوتت له دائرة واحدة من 27 دائرة.

### محاولة العودة إلى تونس بعد الثورة
بعد أن كانت آخر زيارة له في نوفمبر 1998، أعلن الهاشمي الحامدي أنه سيعود إلى تونس يوم السبت 12 نوفمبر 2011. لكن وفي نفس اليوم الذي قرر فيه العودة إلى تونس «يوم السبت»، قال الأمين العام ل حزب المحافظين التقدميين إسكندر بوعلاقي أن الهاشمي الحامدي قد قرر إرجاء عودته إلى تونس بسبب وجود حملة تستهدفه. الهاشمي الحامدي نفسه أصدر بيانًا على موقعه الرسمي أكد فيه ما قاله بو علاقي. تزامن الإعلان مع ورد اسمه في تقرير عن الفساد مكون من 354 صفحة يوم الجمعة 11 نوفمبر 2011  التقرير احتوى على رسالة كتبها الهاشمي الحامدي للرئيس المخلوع زين العابدين بن علي وعرض على التلفزة الوطنية التونسية. تبين من نص الرسالة أنها كانت تتعلق بمقترح لتنظيم ندوة حوارية في قناة المستقلة يشارك فيها الحزب الحاكم والمعارضة ولا علاقة لها بالفساد من قريب أو من بعيد.

### العودة إلى تونس في العام 2014
في العام 2014، عاد الهاشمي الحامدي إلى تونس. وشارك في الإنتخابات الرئاسية، وحل في المركز الرابع من بين 27 مترشحا، وفي المركز الأول في ولاية سيدي بوزيد.

## الجدل
في 14 أبريل 2011، تشاجر شيعي من حزب الدعوة الإسلامية وسني من حزب البعث في قناة المستقلة / الديمقراطية المملوكة للهاشمي الحامدي بسبب خلاف حول حكم الرئيس العراقي الراحل صدام حسين للعراق. بعد هذا تقدم ممثل المؤتمر الوطني العراقي في بريطانيا بشكوى إلى القضاء ضد القناة بسبب المشاجرة حيث اعتبر أن الضيف الشيعي قد تعرض للظلم. لكن بالتثبت في هذه المعلومة يتضح أنها خاطئة تماما، حيث لم ترفع قضية ضد قناة المستقلة من المؤتمر الوطني العراقي مطلقا في أي وقت.
قناة المستقلة قناة فضائية عربية دولية، بدأت بثها في 28 يناير 1999 وهي امتداد لصحيفة المستقلة الدولية التي أسسها محمد الهاشمي الحامدي وصدر عددها الأول في 1 يناير 1993. اشتهرت القناة بعدة برامج لقيت صدى واسعا في العالم العربي، مثل برنامج الحوار الصريح بعد التراويح عن تاريخ الفرق والمذاهب الإسلامية، وبرنامج المغرب الكبير عن حقوق الإنسان في تونس، وبرنامج زيارة إلى المدينة المنورة، وبرنامج الرحلة العمانية، ومسابقة شاعر العرب التي هي أول مسابقة للشعر العربي الفصيح في تاريخ الفضائيات العربية. أما ما قيل عن تجنبها الحديث في بعض الموضوعات لضغوط خارجية فروايات من خصوم الهاشمي وقناته.

## الحياة الشخصية
الحامدي متزوج من زبيدة بنت عمار قمادي وهي جزائرية. وله أربع أطفال. وقد كتب ملخص سيرته الذاتية ونشرها في موقعه الإلكتروني: www.alhachimi.info كما توجد في هذه الموقعة كتبه: رسالة التوحيد، السيرة النبوية للقرية العالمية، ورسالة الدولة العادلة في إطار المبادئ الإسلامية، بنظام بي دي اف.

## وصلات خارجية
- الموقع الرسمي